# Woiwodschaft Rawa

Wappen

Die Woiwodschaft Rawa (polnisch Województwo rawskie) war eine Verwaltungseinheit in der Ersten Republik Polen. Sie bestand von 1462 bis 1793 und wurde im Zuge der Teilungen Polens aufgelöst.
w 1578 ok. 138,7 tys. mieszk. (gęstość ok. 22,37 mieszk./km²)

## Geschichte
Das Territorium der Woiwodschaft Rawa befand sich im Westen der historischen Region Masowien. Verwaltungssitz war die gleichnamige Stadt. Gegliedert war sie in sechs Landkreise und besaß bis zu 138.700 Einwohner. Eines ihrer wichtigsten Zentren war die Stadt Kutno.